# Caixa de Pensions (la Roca del Vallès)
L'edifici de la Caixa de Pensions és una obra del municipi de la Roca del Vallès inclosa en l'Inventari del Patrimoni Arquitectònic de Catalunya.

## Descripció
Edifici aïllat de tipologia ciutat jardí. Consta de planta baixa i dos pisos d'alçada. Té coberta composta. La façana del cantó est té disposició simètrica. Té tres balcons de planta semicircular en el pis noble. De la façana de ponent sobresurt una torre mirador a la banda esquerra, està coberta a quatre vessants, i un petit cos rectangular a la dreta, d'alçada inferior. Hi ha una galeria de columnes amb dues escales d'accés, amb balustrada. El seu davant hi ha un gran porxo sobre pilars de maons.

## Història
L'edifici està situat en una zona d'eixample del nucli antic. A principis de segle es va iniciar una expansió lineal al llarg de la carretera que es va convertir en l'eix de creixement on es van situar els primers xalets. Posteriorment va pertànyer a la Caixa de Pensions per a la Vellesa i d'Estalvis, que té cura de l'edifici i el va reformar a finals dels anys setanta.